# Bucyrus MT6300AC
Bucyrus MT6300AC e o serie de autobasculante de carieră de clasa ultra, pe ramă rigidă, biaxială, dezvoltată și produsă în Statele Unite de compania Bucyrus International Inc. MT6300AC e cea mai mare autobasculantă a companiei Bucyrus.
Pe 19 februarie 2010, Terex Unit Rig MT6300AC a fost redenumită în Bucyrus MT6300AC după ce Bucyrus International Inc. a cumpărat divizia de echipament minier al Terex Corporation.
Pe 8 iulie 2011, Bucyrus devine divizie a Caterpillar. Linia Bucyrus AC e cunoscută ca linia UnitRig a companiei Caterpillar.

## Caracteristici
| Caracteristici                    |                           |
| --------------------------------- | ------------------------- |
| Începere producere                | 2008                      |
| Capacitatea nominală de încărcare | 363 t                     |
| Greutatea maximă, totală          | 603,3 t                   |
| Model motor                       | MTU/DDC 20V4000           |
| Tip motor                         | V-20                      |
| Putere motor                      | 3.750 c.p. (2.800 kW) net |
| Viteza maximă (încărcat)          | 64 km/h                   |
| Înălțime generală (gol)           | 7,92 m                    |
| Înălțime (borduri crescute)       | 13,51 m                   |
| Lungime                           | 15,57 m                   |
| Lățime                            | 9,70 m                    |
| Cacipate rezervor                 | 4.921 l                   |
| Dimensiunea anvelopei             | 59/80R63                  |